# 大湾镇 (来宾市)
大湾乡，是中华人民共和国广西壮族自治区来宾市兴宾区下辖的一个乡镇级行政单位。

## 行政区划
大湾乡下辖以下地区：
大湾村、歪傍村、凌仑村、石山村、兴安村、密屋村、那谷村和东番村。